# Châteauroux

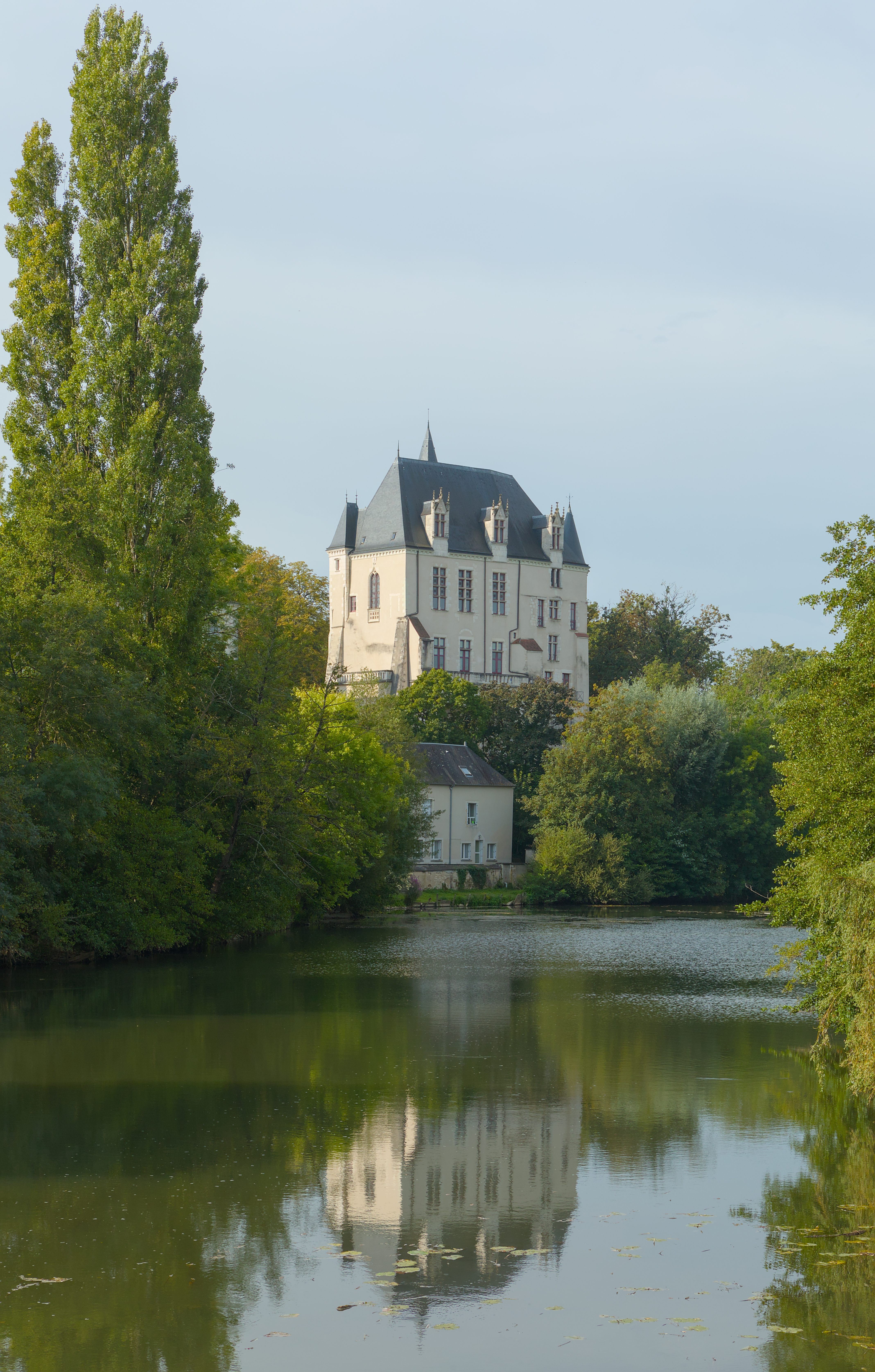
Château Raoul,
monumento histórico de Francia

Châteauroux es una ciudad de Francia situada en el departamento de Indre, en la región de Centro-Valle de Loira. 

## Geografía
Situada entre Orleans y Limoges, y Poitiers y Bourges, la ciudad es accesible por la autopista gratuita A20 y por la línea ferroviaria que une París y Toulouse. Los autobuses son gratuitos en toda la ciudad.

## Demografía
| 45 063 | 49 138 | 53 429 | 51 942 | 50 969 | 49 632 | 42 968 |
| Para los censos de 1962 a 1999 la población legal corresponde a la población sin duplicidades (Fuente: INSEE [Consultar]) |        |        |        |        |        |        |

## Historia
Hacia el año 937, Raúl el Grande abandonó su palacio de Déols, probablemente por motivos de seguridad o para donar una abadía, e hizo construir una fortaleza en una ladera de la orilla izquierda del río Indre. A partir de 1112 este castillo pasó a denominarse "Château Raoul", debido a que este era un nombre común entre los señores de Déols. La época feudal vio nacer un pueblo de artesanos y comerciantes al amparo de este lugar fortificado.
El último señor de Déols murió en 1176, al regresar de una cruzada. A partir de ese momento, Châteauroux pasó a ser disputada por los reyes de Francia e Inglaterra. Durante la Guerra de los Cien Años la ciudad sufrió grandes destrucciones. Fue incendiada en 1356 y saqueada en 1374.
En 1447 se volvió a fortificar la ciudad, reconstruyéndose el castillo. Châteauroux se convirtió en condado en 1498, pero tras la muerte de Andrés III de Chavigny quedó dividida en dos partes desde 1519. En 1612 Enrique de Borbón, príncipe de Condé, compró los dos lotes. Su hijo se ocupó muy poco de esta parte de su patrimonio.
Luis XV adquirió el ducado en 1737 y lo donó en 1743 a la marquesa de Tournelle, quien falleció sin haber podido realizar su entrada solemne en la ciudad. La administración real resultó beneficiosa para la ciudad. En 1751 se edificó una fábrica textil y se hizo un nuevo trazado para la ruta de París a Toulouse.

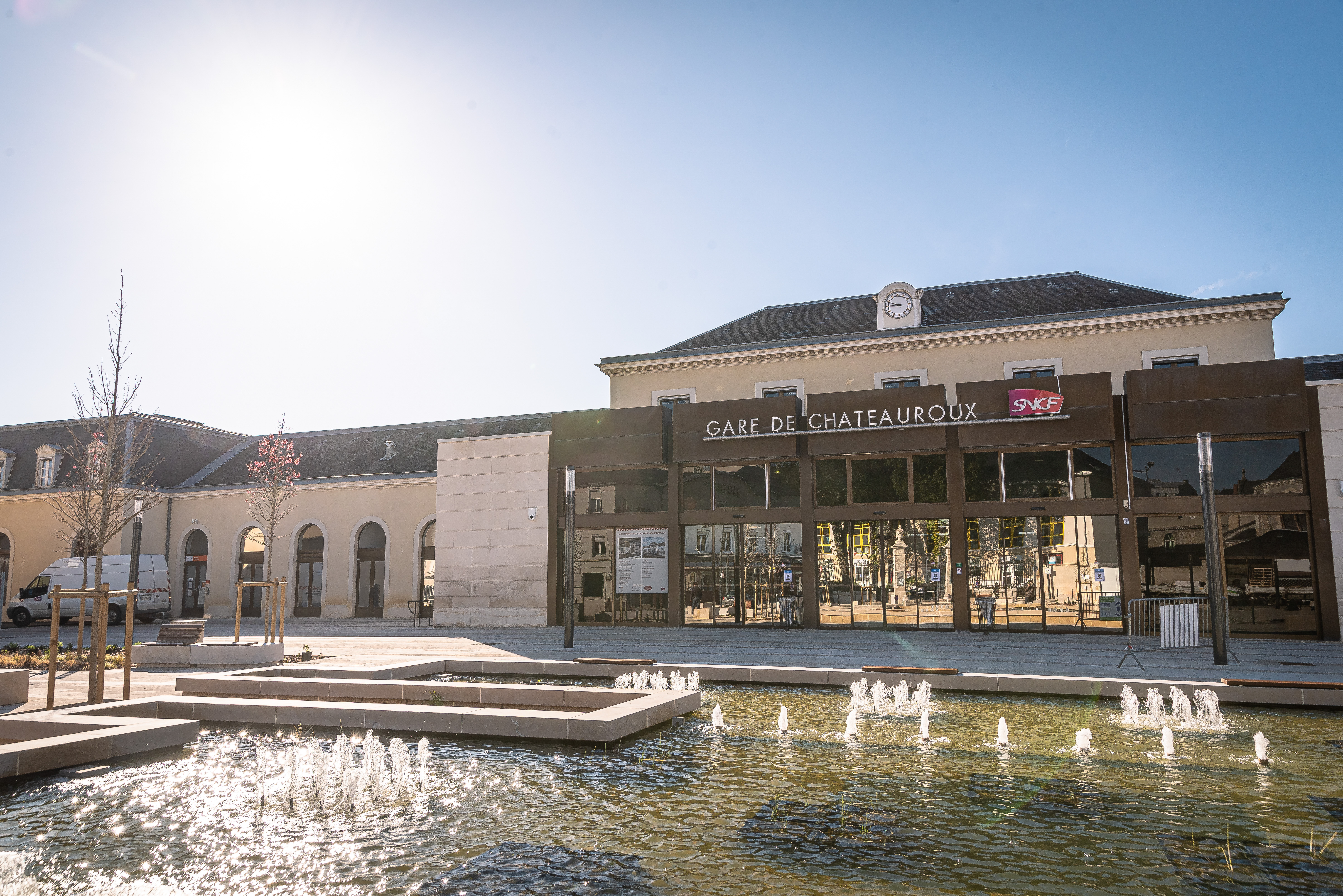
Estación de Châteauroux

Con la Revolución, la ciudad, que en ese entonces contaba con 8000 habitantes, pasó a ser la capital del departamento del Indre. A inicios del siglo XIX se reanudó la actividad textil y se crearon talleres para tripulaciones militares. El ferrocarril llegó en 1847, lo que generó un nuevo auge de la ciudad. En 1872 ya tenía una población de 18 000 habitantes. La fábrica de tabaco terminada en 1863, dos cervecerías, dos fundiciones y varios talleres de confección hicieron de Châteauroux una ciudad industrial.

## Personalidades destacadas
- Gérard Depardieu (1948), actor;
- Jacques-Alain Miller (1944), psicoanalista.

## Camino de Santiago
| Precedida por: Déols | Via Lemovicensis (? km hasta Santiago de Compostela) | Seguida por: Velles (Indre) |